# Boris Popovic (Schauspieler)
Boris Alexander Popovic (* 1982 in Graz) ist ein österreichischer Schauspieler und Musiker.

## Leben und Wirken
Boris Popovic studierte ab 2003 Schauspiel an der Universität für Musik und darstellende Kunst Graz. In seinem letzten Studienjahr ging er an das Landestheater Schwaben in Memmingen, wo er von 2006 bis 2009 festes Ensemblemitglied war. Sein Schauspielstudium schloss er parallel zu seinem ersten Engagement ab und diplomierte im Jahr 2007.
Am Landestheater Schwaben spielte Popovic u. a. die Titelrolle in Don Karlos (Regie: Frank Behnke), den Jedermann (Regie: Heinz Lukas-Kindermann) und trat dort mit seinem Soloprogramm heimWeh auf.
2009 zog Popovic aus privaten Gründen nach Wien, wo er seither als freischaffender Schauspieler lebt und arbeitet. In Wien hatte er Engagements an zahlreichen freien Theatern und bei freien Theaterensembles, u. a. am Rabenhof Theater, beim Kinder- und Jugendtheater „Dschungel Wien“, am Theater an der Gumpendorfer Straße, am Theater  Drachengasse, im Off-Theater, im Palais Kabelwerk, im Theater Nestroyhof-Hamakom und beim Bronski & Grünberg Theater. In der Uraufführung des Theaterstücks Habe die Ehre von Ibrahim Amir, eine Inszenierung der Wiener Wortstätten im Theater Nestroyhof Hamakom, die 2013 den Nestroy-Theaterpreis als „Beste Off-Produktion“ erhielt, spielte Popovic, an der Seite von Tania Golden, Maya Henselek, Astrit Alihajdaraj und Marcel Mohab, die Rolle des Bruders, der versucht, sich gegen den Willen des Vaters, der von ihm den Ehrenmord an der eigenen Schwester fordert, aufzulehnen.
Im Frühjahr 2015 debütierte er am Vorarlberger Landestheater in Bregenz als Christian in  Cyrano de Bergerac. In der Spielzeit 2015/16 gastierte er am Landestheater Vorarlberg als Samir in der Uraufführung Medusas Floß von Petra Maria Kraxner.
Seit 2017 spielt er regelmäßig bei verschiedenen österreichischen Sommertheatern. 2017 verkörperte er den Rittmeister Barna in bei den Sommerspielen Schloss Sitzenberg. 2018 trat er unter der Regie von Adi Hirschal beim „Kultursommer Laxenburg“ auf. 2019 gastierte er beim Theatersommer Haag als Polizist „Ellbogen“ in Maß für Maß. 2021 gehörte er beim Theatersommer Haag als Stifler zum Ensemble der Nestroy-Posse Der Zerrissene.
Seit der Spielzeit 2020/21 gastiert er regelmäßig am Landestheater Niederösterreich. In der Spielzeit 2021/22 spielt er dort den Monsieur Marquis in Der Talisman.
Zudem spielt Popovic seit seinem 11. Lebensjahr Schlagzeug. Von 1996 bis 1998 wirkte er in der Band Cannonfodder, mit der er im Alter von 13 Jahren auch sein erstes Album aufnahm. Er spielte Konzerte in Österreich, Slowenien, der Schweiz und Ungarn. Mit seiner zweiten Band Sick of Silence, mit der er seit Ende der 1990er Jahre unterwegs war, trat er 2000 auch beim Sziget-Festival in Budapest auf. Ab 2012 widmete sich Popovic wieder verstärkt seinen musikalischen Neigungen. Seit 2016 ist er wieder mit der Band Cannonfodder aktiv, mit der er auch Reunion-Konzerte in seiner Heimatstadt Graz spielte. 2021 veröffentlichte er eine Single unter Cortolezis featuring Cannonfodder auf verschiedenen Streamingplattformen.

## Filmografie (Auswahl)
- 2024: Landkrimi: Steirermord (Fernsehreihe)